# Tim Bradstreet
Timothy "Tim" Bradstreet (16 de febrero de 1967, Cheverly, Maryland), es un ilustrador estadounidense, conocido por su trabajo en cómics, portadas de libros, carteles de cine, juegos de rol y juegos de cartas.

## Carrera
Bradstreet se introdujo en la industria del cómic en 1990, cuando empezó a trabajar con Tim Truman en Dragon Chiang.
La obra de Bradstreet en el cómic de White Wolf Publishing Vampire: The Masquerade le brindó alabanzas de la crítica, lo que a su vez condujo a la atención de muchas editoriales de cómic importantes. Desde entonces ha dibujado para diversos proyectos relacionados con el cómic, como Hard Looks y Another Chance to Get It Right para Dark Horse (con el guionista Andrew Vachss), Star Wars, Age of Desire, The Punisher y Blade (para Marvel Comics), y Gangland, Unknown Soldier, Human Target, y Hellblazer (para Vertigo Comics). Tim Bradstreet fue el portadista más prolífico para esta última serie, en la que colaboraron artistas como Dave McKean o Glenn Fabry.
La obra de Bradstreet comprende juegos de diversos tipos. Colaboró para juegos de rol como Twilight 2000 y Shadowrun; participó en el diseño del videojuego Vampire: Bloodlines; y dibujó cartas para Heresy: Kingdom Come.
Bradstreet fue galardonado con el Premio de la International Horror Guild al Mejor Nuevo Artista de 1996. También fue nominado al Premio de dicha asociación de 2005 por sus portadas para Hellblazer. Bradstreet fue nominado al Premio Eisner al Mejor portadista de 2002 por sus portadas para Hellblazer.
En 2000, colaboró con el director Guillermo del Toro como artista conceptual, ayudando a elaborar el diseño visual de la película Blade II. En 2003, Bradstreet trabajó en varios pósteres para la película The Punisher, así como en la portada del mini cómic The Punisher: Countdown, que se distribuyó en la edición en DVD del film. En 2006, Bradstreet realizó el diseño conceptual para una escena animada en blanco y negro situada en Kuwait para la versión extendida en DVD. Bradstreet también ha hecho pósteres para las películas Punisher: War Zone, Dark Country, Give 'Em Hell, Malone, y I Melt with You, así como para la serie de TV The Expanse.
Bradstreet fue el portadista regular de las series The Punisher y Hellblazer. 
En 2006, Bradstreet diseño la controvertida portada del disco de Iron Maiden A Matter of Life and Death, en la que aparecía un ejército de esqueletos soldados caminando frente a un tanque y en el que Eddie, la mascota de la banda, aparecía en lo alto de un tanque apuntando al aire con una Thompson M1/M1A1.